# 八戸義顔
八戸 義顔 / 南部 義顔（はちのへ よしつら / なんぶ よしつら）は、江戸時代の武士。歌人。陸奥国盛岡藩筆頭家老。遠野領主。遠野南部家（根城南部家、八戸氏）7代当主（28代当主）。

## 略歴
享保11年（1726年）6月5日、盛岡藩士附馬牛八戸家義書（義文）の長男として、陸奥国盛岡新庄八戸家下屋敷に生まれた。幼名は「友弥」。母は、盛岡藩家老松岡高忠の娘。
生家の附馬牛八戸家（小八戸氏）は、遠野南部家（根城南部家、八戸氏）の分家。八戸氏23代義長の弟義也が、延宝4年（1676年）兄の分知を受けて創設。その跡を継いだ嫡男竹之助が天和4年（1684年）に夭折したため、北宣継次男義謀（義長正室連の弟）が相続した。父義書（義文）は義謀の子。
延享2年（1745年）12月9日、本家の八戸家27代当主信彦が、前年の遠野屋敷火災の不始末を咎められて隠居し、信彦の子供はまだ幼いため、養女富子（信彦妹）の入り婿として家督相続した。義顔は家老として盛岡で務めることが多く、遠野領の政務は隠居の信彦が代行した。
宝暦5年（1755年）8月に領内の田畑に霜が降り稲が実らないなど深刻な凶作を藩主利雄に報告している。宝暦5年（1755年）から宝暦7年（1757年）にかけての宝暦の飢饉で、遠野領内でも多くの餓死者を出し、領民救済のために蔵を開いて施米を行った。
宝暦9年（1759年）藩主利雄に盛岡城城代家老を命じられた。宝暦10年（1760年）2月、藩主利雄の名代として、将軍徳川家重の左大臣叙任と世子家治の従二位権大納言叙任を祝う使者となり江戸に出府。3月に幕府老中に願い出て江戸での乗輿を許された。
安永6年（1777年）、6月に本藩が課した浜上口銭徴収（海産物取引への課税）に反対する遠野商人や領民の一揆が発生し、騒動を収めるために、本藩に納める浜上口銭を八戸家が負担することを領民に約束した。
天明4年（1784年）7月、藩主利正の急死で、嫡男慶次郎（利敬）が3歳で家督を相続。江戸に居る幼主慶次郎に代わって、筆頭家老の義顔等が藩政を代行することとなった。11月に名を「彦陸」と改める。天明5年（1785年）1月11日、滞在中の江戸盛岡藩桜田上屋敷で死去。享年60。江戸勝林山金地院に葬られた。

## 跡継ぎを巡る混乱
寛延3年（1750年）正室富子（信彦妹）との間に長男義興（申次郞）が生まれる。寛延4年（1751年）に正室富子が死去し、宝暦7年（1757年）に信彦次男丑之助（信精）が誕生すると、家中に信精を義顔の後継者に望む声が高まり、宝暦10年（1760年）2月に信精が、義顔の嫡子義興の嫡子（義顔嫡孫）となり、盛岡遠野屋敷に移る。
安永5年（1776年）7月19日、嫡孫信精（信徳）が死去。この急死に、遠野家中では死因を疑う声があった。11月30日、嫡子義興も死去し、安永6年（1777年）3月、側室の子怡顔を嫡子とすることを藩主利雄に届け出た。
天明5年（1785年）に怡顔が家督相続し、翌天明6年（1786年）には信彦五男の義応が嫡子とされた。その義応も家督を譲られないまま寛政7年（1795年）に36歳で没し、義応の子義堯と怡顔の実子義恭が家督を巡って争った。

## 歌人として
盛岡の歌人の三輪秀寿に和歌を学び、宝暦11年（1761年）に京の堂上歌人冷泉宗家に入門を許された。息子の怡顔や継室の佐和子（中野筑後の妹）も歌人。
編纂した歌集6巻を、江戸上野寛永寺の門主公啓法親王に見せて、京の公家に題名や序跋を書いてもらう斡旋を願い出た。公啓の斡旋で、堂上歌人の中納言芝山重豊が表題を「詞園」と名付けて序文を、息子の中務権大輔芝山持豊が表題を書き、参議風早公雄が巻末に跋文を書いた。
公啓法親王に献じるために詠んだ百首の中の一首
- 題名「湖水似氷」あきのよの、浦間はれ行く、月影に、こほりをたたむ、志賀のささなみ[6]